# چیتال (سرده)
چیتال یا آکسیس (به انگلیسی: Axis) سرده‌ای از گوزن‌ها است که در جنوب و جنوب شرقی آسیا یافت می‌شود. بر اساس تعریف اکثر منابع معتبر، چهار گونه در این جنس قرار دارند. سه مورد از این چهار گونه به نام گوزن گراز یا گوزن خوک‌مانند (Hog deer) شناخته می‌شوند. نام این جنس از واژه‌ای گرفته شده که در کتاب تاریخ طبیعی نوشته پلینیوس آمده است.

## گونه‌ها
بر اساس نسخه سوم کتاب گونه‌های پستانداران جهان از سال ۲۰۰۵، که همچنین توسط انجمن پستانداران‌شناسی آمریکا نیز مورد تأیید قرار گرفته است، چهار گونه در جنس چیتال یا آکسیس قرار دارند. این چهار گونه به دو زیرجنس تقسیم می‌شوند: آکسیس که شامل گوزن چیتال است و هیلافوس (Hyelaphus) که سه گونه دیگر را در بر می‌گیرد.
| تصویر | نام علمی       | نام مشترک                         | توزیع                                                    |
| ----- | -------------- | --------------------------------- | -------------------------------------------------------- |
|       | چیتال          | چیتال، گوزن خال‌دار، یا گوزن آکسیس | شبه قاره هند، از جمله سریلانکا                           |
|       | گوزن کالامیایی | گوزن کالامیان                     | جزایر کالامیان در پالاوان، فیلیپین                       |
|       | گوزن باویان    | گوزن باویان یا گوزن کوهل          | جزیره باوئان در اندونزی                                  |
|       | گوزن خوکی هندی | گوزن خوک‌مانند یا گوزن گراز        | دشت‌های شمالی شبه قاره هند تا میانمار، بخش‌هایی از هندوچین |